# Leskeodon elongatus
Leskeodon elongatus là một loài rêu trong họ Daltoniaceae. Loài này được Mitt. S.P. Churchill & E. Linares mô tả khoa học đầu tiên năm 1995.